# Arkia
Arkia (hebreiska: ארקיע, jag ska lyfta) är ett flygbolag från Israel, med huvudkontor på Sde Dov Airport i Tel Aviv. Bolaget, som är Israels näst största, grundades 1949 som Israel Inland Airlines. Arkia har allt som allt 37 destinationer, varav tre inrikes och 34 utrikes.
Arkias största ägare är Jordache Enterprises, som äger 75% av bolaget. Gadi Tepper är flygbolagets VD.

## Flotta

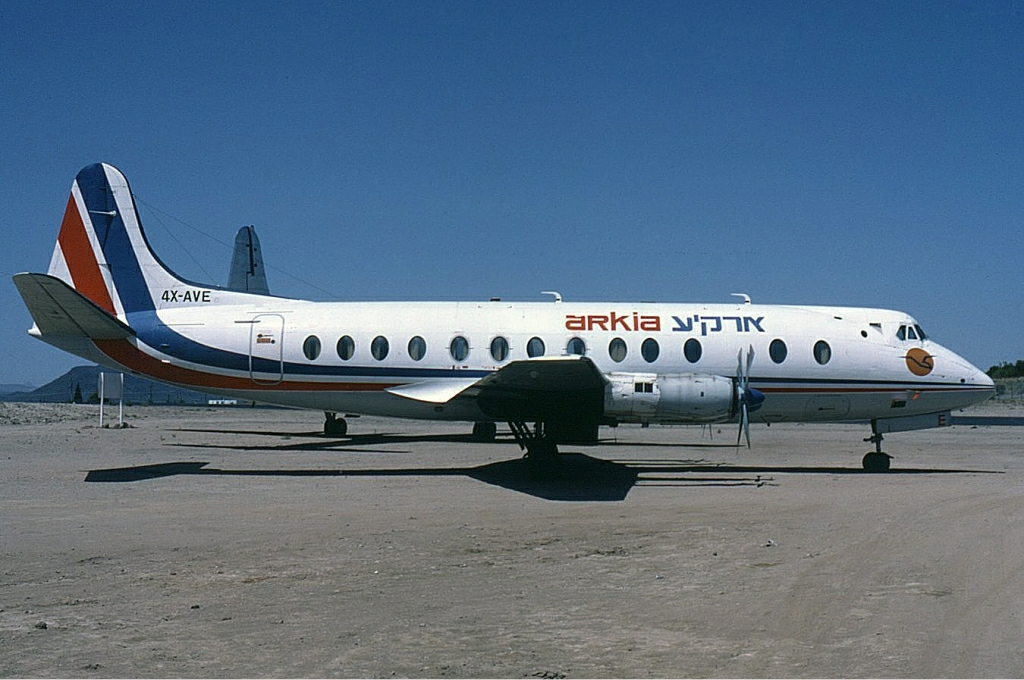
Arkia Vickers Viscount, Tel Aviv 1983

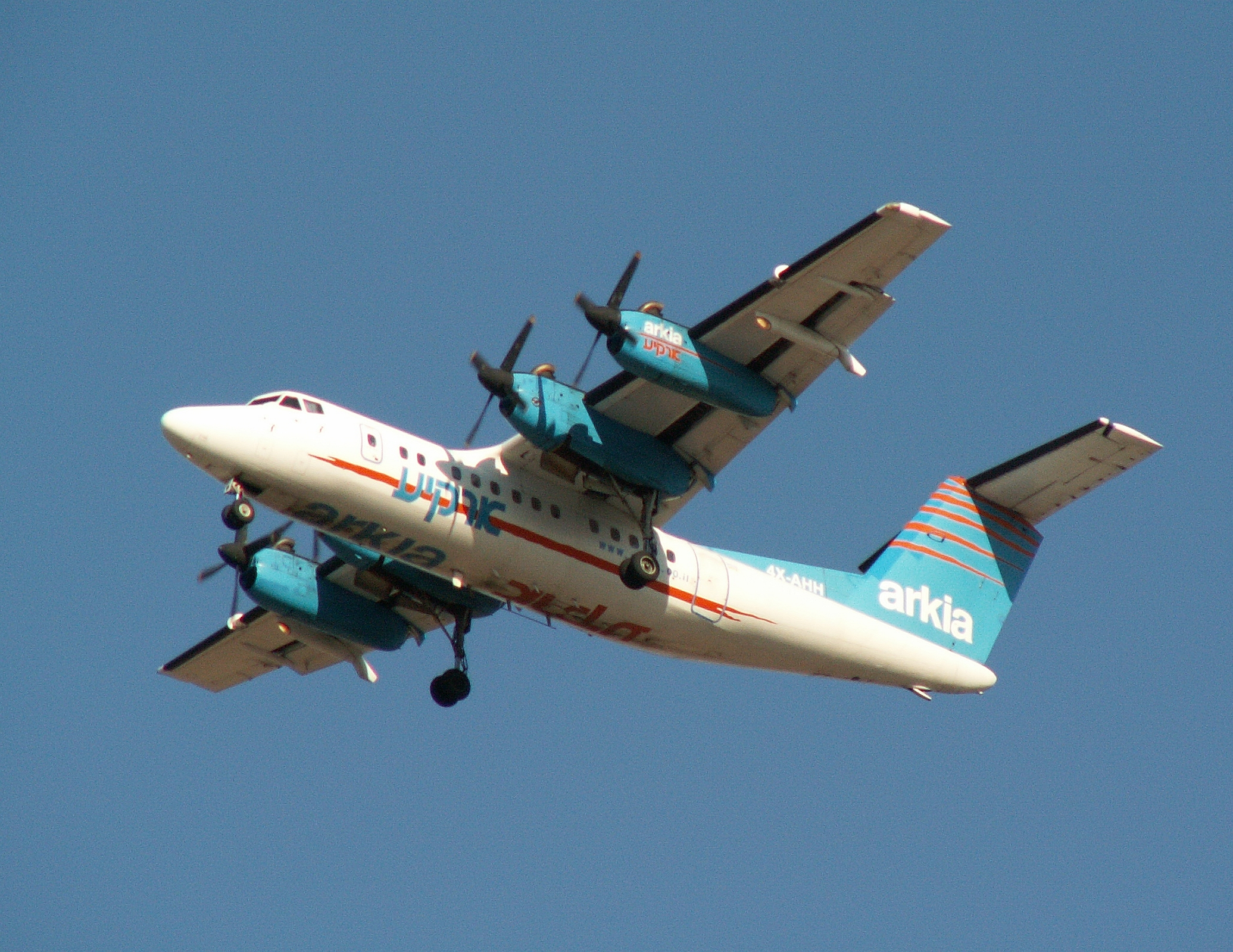
Arkia de Havilland Canada DHC-7, Sde Dov 2005

### Plan som tidigare ingått i flottan
Arkia tidigare flygplansflotta: